# 제주국제대학교 축구부
제주국제대학교 축구부(영어: Jeju International University  Football Club)는 대한민국 제주특별자치도 제주시에 위치한 대학교 축구부이다. 제주국제대학교에서 운영하는 대학 축구부이며, 2005년에 창단되었다.

## 출신 선수
서승우 (수원FC)
장재웅 (수원FC)
조상준 (서울이랜드FC)
배진우 (서울이랜드FC)
백지웅 (서울이랜드FC)

## 참고 문헌
- “KFA 통합경기정보 시스템”. 대한축구협회.
- 약속의 땅 통영 제59회 춘계대학축구연맹전 출전 선수 명단

## 같이 보기
- 제주국제대학교